# Clara Reeve
Clara Reeve (Ipswich, 23 januari 1729 - aldaar, 3 december 1807) was een Engels schrijfster die vooral bekend werd met haar gothic novel The Old English Baron uit 1778, die eerder al anoniem was verschenen onder de titel The Champion of Virtue (1777).

## Biografie
Clara Reeve was een van de dochters van Thomas Reeve, een anglicaans predikant die zijn kinderen onderwees in klassieke talen en geschiedenis. Op een leeftijd waarop kinderen maar net hun naam leren schrijven leerde zij Latijn en las L'Histoire d'Angleterre van de Franse historicus Paul Rapin-Thoyras en de Levens van Plutarchus. Na de dood van haar vader ging ze bij haar moeder en twee van haar zussen wonen in Colchester.
Clare Reeve was de vijftig al gepasseerd toen ze aan haar literaire carrière begon. Haar eerste publicatie in 1772 was een vertaling van de roman Argenis van de Franse schrijver Jean Bardais, die ze zelf de Engelse titel The Phoenix meegaf. Het succes van dit boek spoorde haar aan om meer te schrijven en vijf jaar later verscheen haar eerste roman. Oorspronkelijk (in 1777) was de titel The Champion of virtue, a gothic story (De kampioen van de deugd, een gothic verhaal), die bij de tweede editie in 1778 veranderd werd in The Old English Baron. Clara Reeve inspireerde zich voor haar boek op de eerder verschenen gothic novel van Horace Walpole uit 1764 The Castle of Otranto. 
Reeve schreef nog andere goed ontvangen romans:The Two Mentors (1783), The Exile (1788), The School for widows (1791), Memoirs of sir Roger de Clarendon, the natural son of Edward, the Black prince (1793), Destination (1799) en Edwin, king of Northumberland (1802). Zij schreef daarnaast ook essayistische werken als The Progress of romance through times, countries and manners (De ontwikkeling van de roman doorheen de tijd, landen en gebruiken), 1785, en Plans of education, with remarks on the systems of other writers (Plan voor de opvoeding, met opmerkingen over werken van andere auteurs), 1792.